# سيزران
سيزران (بالروسية: Сызрань) هي إحدى مدن روسيا في الكيان الفدرالي الروسي سمارا أوبلاست.

## توأمة
لسيزران اتفاقيات توأمة مع:
- بينغدينغشان

## أعلام
- غلوكوزا
- فاليريا بارانيك
- يوري ألكسندروفيتش أورلوف
- إيكاترينا فيتكوفا
- ميخائيل كورنيينكو